# Pamela Begič
Pamela Begič (Semič, Eslovenia; 12 de octubre de 1994) es una futbolista eslovena. Juega como mediocampista y su equipo actual es el Sporting Club de Huelva de la Primera División Femenina de España, además forma parte de la selección nacional femenina de Eslovenia.

## Carrera
Nacida en Semič, en el sureste de Eslovenia, comenzó a jugar al fútbol con NK Brinje Grosuplje, permaneciendo allí hasta 2011.
A los 17 años pasó a jugar en la 1. SŽNL, la máxima categoría eslovena, con el Jevnica, debutando en Liga el 28 de agosto de 2011, comenzando en el 1-1 con el Krka. Hizo el primer gol de su carrera el 9 de octubre, anotando el 2-0 en el minuto 32 en un 6-1 en casa ante el Dornava en 1. SŽNL. Cierra tras media temporada con 8 apariciones y 3 goles.
En 2012 se mudó al ŽNK Slovenj Gradec, todavía en 1. SŽNL, haciendo su debut en la liga el 25 de marzo, jugando como titular en la victoria en casa por 10-2 sobre el Krka. En el siguiente partido, el 9 de abril, marcó su primer gol, el 2-0 a los 16 'en la victoria por 8-2 ante el Velesovo Kamen Jerič en el 1. SŽNL. Termina con 10 partidos jugados y 2 goles.
En verano se mudó al ŽNK Radomlje, debutando con un gol el 2 de septiembre de 2012, en un partido a domicilio por 6-0 ante el ŽNK Slovenj Gradec en 1. SŽNL, en el que es titular y marca el 3-0 en el minuto 59. Finaliza la temporada con 21 apariciones y 17 goles.
En el verano de 2013 se fue a estudiar a Estados Unidos, a la Universidad de la Florida en Gainesville, donde jugó con los Florida Gators, en fútbol y solo en el primer año también en baloncesto. En mayo-junio de 2014 y en mayo de 2016 regresó durante dos breves períodos a Eslovenia, en el ŽNK Radomlje, jugando 6 partidos con 2 goles en el primer grupo y 2 con 1 gol en el segundo.
En diciembre de 2018 se trasladó a Italia, yendo a jugar al Empoli Ladies, en la Serie B. Hizo su debut el 16 de diciembre a domicilio ante el AC Milan, comenzando en la línea de salida y haciendo también el gol del empate 1-1 en el minuto 27, con el partido terminó entonces 4-2 para los toscanos.
En julio de 2019 vuelve a cambiar de país y se traslada a Chipre, en Apollon Limassol.
En enero de 2020 regresa a Italia, coincidiendo con el AC Milan, en la Serie A.
Regresó en el verano del mismo año, firmando con el equipo español de SC Huelva.

## Selección nacional
Comenzó a jugar en las selecciones juveniles de Eslovenia en 2009, con la selección sub-17, disputando 6 partidos oficiales hasta 2010 y marcando 1 gol.
En 2011 pasó a la sub-19, permaneciendo allí hasta 2012, disputando 8 partidos oficiales y marcando 7 goles, todos en la fase de clasificación para los Campeonatos de Europa de Italia 2011, Turquía 2012 y Gales 2013.
Hizo su debut oficial en el partido con la selección absoluta el 19 de noviembre de 2011, reemplazando a Tanja Vrabel en el minuto 56 en la derrota en casa por 2-0 ante Países Bajos.